# Буто (стародавнє місто)

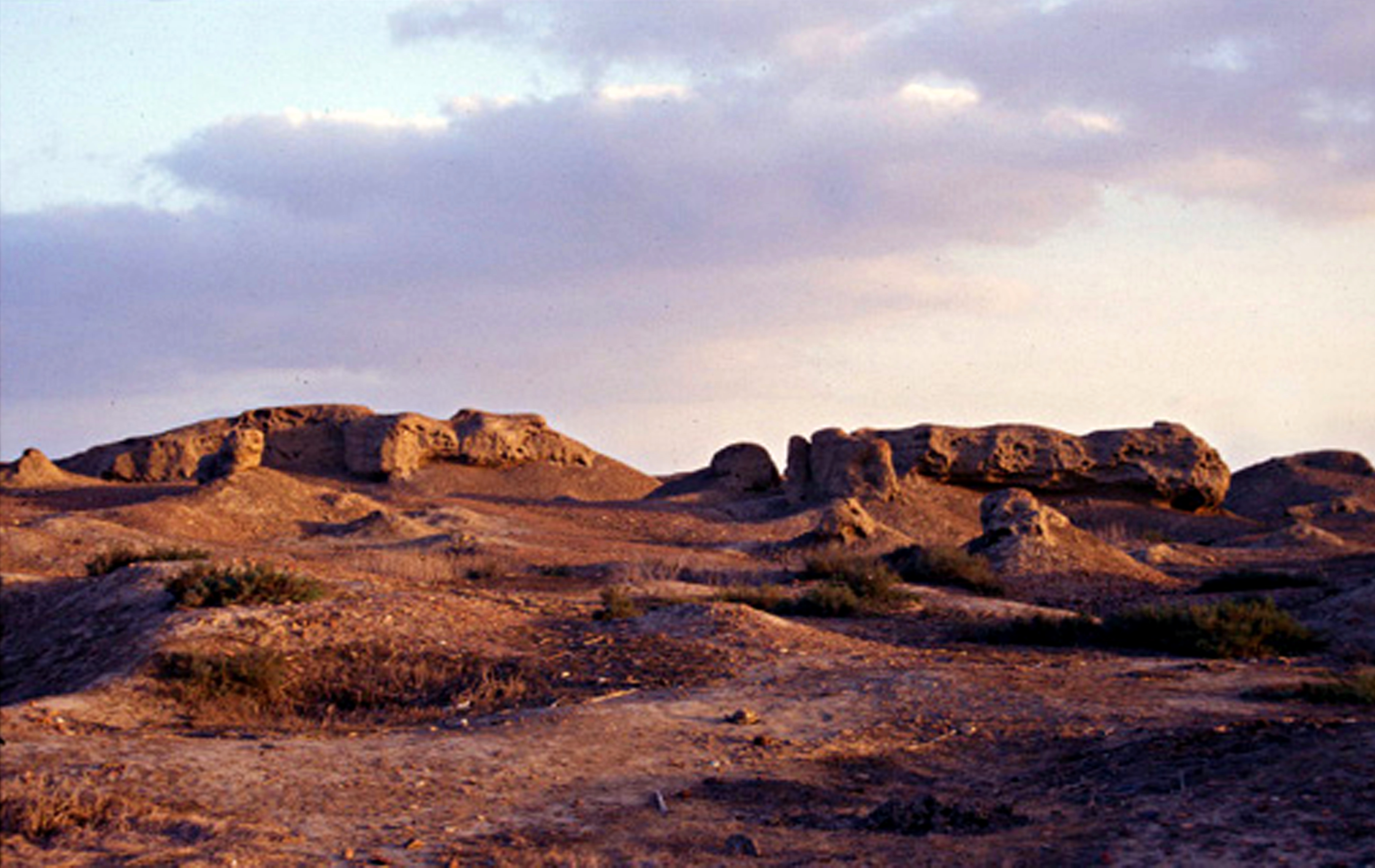
Руїни міста

Буто (Βοῦτος або Βουτώ) — стародавнє місто в Нижньому Єгипті. Було розташовано в 95 кілометрах на схід від Александрії в дельті Нілу. Ще в додинастичні часи тут розташовувався центр культу богині Уто (Ваджет).
Єгипетська назва: Пер-Ваджет(«будинок Уаджит»), грецьке: Буто;арабське:Тель ель-Фарейн (تل الفراعين).
Буто спочатку складалося з двох міст, Пе і Деп, з часів Нового царства відоме під загальною назвою Пер-Уаджит, у зв'язку з тим, що тут був центр культу божественної кобри Ваджет, яка зображалася в короні Дешрет. Богиня Ваджет вважалася покровителькою Нижнього Єгипту. Після об'єднання Верхнього і Нижнього Єгипту культ Уаджит був об'єднаний з культом богині Нехбет, покровительки Верхнього Єгипту, що проявилося у зміні виду єгипетської корони.